# بخيت بيومي
بخيت بيومي (18 يونيو 1942 - 27 فبراير 2024) هو كاتب تلفزيوني وكاتب أغاني وشاعر غنائي مصري.

## حياته ونشاته
ولد بخيت بيومى في 18 يونيو 1942 بمحافظة الدقهلية من قرية كفر الحطبة مركز شربين، وحفظ القرآن منذ صغره علي يد كتاب القرية، حصل على الثانوية الأزهرية سنة 1960، كما حاز على دبلومة في الخطوط العربية ولم يلتحق بالجامعة.

## مسيرته
- بدأ حياته مدرسًا في إحدى المدارس الخاصة، وبعدها اتجه لكتابة الأغاني.[10]
- أشتهر بكتابة الفوازير الرمضانية، وظل يقدمها لمدة زادت عن 17 عامًا متواصلة[11]، وحققت الفوازير نجاحات كبيرة من أداء الفنانة نيللي.[12]
- نوع بخيت في موضوعات الفوازير، مما ساعدها ذلك علي نجاحها لفترات زمنية طويلة.[13]
- كتب بخيت فوازير عن التوعية والإرشاد، ومنها التوعية عن فيروس كورونا، والتي كانت تذاع في الإذاعة المصرية.[14]
- أول من أدخل الثقافة في الفوازير، فقد كتب فوازير الأنبياء والرسل، وكتب فوازير لأهم المشاهير، وطوال رحلته الطويلة مع الشعر والفن لم يفكر بأن يصدر كتابًا، لكنه اجمع كل أعماله في موسوعة كبيرة تقع في ثلاثة أجزاء.[15]

## أعماله
- فرح وفرقة المرح - 2010 - مسلسل - (مؤلف) [16]
- عم كريم أبو المفاهيم - 2005 - [17]
- فوازير المسحراتي - 2003 - مسلسل - (قصة وسيناريو وحوار )[18]
- سر الأرض - 1994 - مسلسل - (مؤلف)
- يوميات نجاتي المسحراتي - مسلسل - (مؤلف)[19]
- اجري اجري - مسلسل اذاعي - (الأغاني)
- موسيقاه الستات ميعملوش كده - 1995 - مسلسل - (كلمات المقدمة والنهاية) [20]
- 727 - 1994 - مسرحية - (أشعار)
- ماما نور - 1992 - مسلسل - (كلمات الاغاني) [21]
- القلب وما يعشق - 1991 - فيلم - (كلمات "ناريمان افتحي") [22]
- أصوات تبحث عن ميكروفون - 1987 - مسلسل - (كلمات الأغاني)
- أسعد الله مساءك - 1987 - فيلم - (كلمات الأغنية)
- أنا وإنت فزورة - 1979 - فوازير - (الأشعار)
- عودة أخطر رجل في العالم - 1972 - فيلم - (تأليف أغنية "بيبص لك")
- أحلام العصافير - 0 - مسلسل - (كلمات المقدمة والنهاية)
- الأستاذ عفيفي - 0 - مسلسل اذاعي - (كلمات الأغاني)
- خميس وجمعة - 0 - مسلسل اذاعي - (كلمات الأغاني)[23]

## وفاته
توفي يوم الثلاثاء الموافق 27 من فبراير 2024، بالمستشفى الدولى بالمنصورة.